# Daiki Hashimoto
Daiki Hashimoto (橋本 大輝, Hashimoto Daiki) (Narita, 7 d'agost de 2001) és un gimnasta artístic japonès. Àmpliament considerat com el successor de Kohei Uchimura, va guanyar dues medalles d'or als Jocs Olímpics de 2020 a l'exercici complet individual i a la barra horitzontal, així com la plata en equip. Al Campionat del Món també ha guanyat 3 medalles d'or, 5 de plata i una de bronze.
Hashimoto va ser membre de l'equip japonès de gimnàstica olímpica masculina per primer cop el 2019, mentre estava estudiant a l'institut municipal Funabashi. Ha representat el Japó en totes les competicions importants des de llavors. Als Jocs Olímpics de 2024 va formar part de l'equip que va guanyar la medalla d'or pel Japó.

## Vida personal
Hashimoto va néixer a Narita, Japó.
Els seus dos germans grans, Takuya i Kengo, que van competir en gimnàstica artística a nivell de club i universitat al Japó, van inspirar a Hashimoto a començar la gimnàstica als set anys al Sawara Junior Club.
Hashimoto ha rebut dos premis. El 2019, va rebre el Premi a l'Excel·lència a la Copa NHK 2019. El 2020, se li va atorgar el premi d'encoratjament olímpic Road to 2020 als TV Asahi Big Sports Awards.
És estudiant de la Universitat Juntendo, Escola de Ciències de la Salut i l'Esport a Inzai, Chiba.

## Carrera

### 2019
Hashimoto va competir als Campionats del Món a Stuttgart, Alemanya, on el seu equip va quedar tercer. Al cavall amb arcs, va acabar en 9è lloc, i a la barra horitzontal, va acabar en 4a posició.

### 2021
Als Jocs Olímpics d'Estiu de 2020 a Tòquio, Japó, Hashimoto va competir per l'equip del Japó, que també incloïa Kazuma Kaya, Takeru Kitazono i Wataru Tanigawa. Hashimoto va guanyar una plata olímpica amb l'equip a la competició per equips masculina, amb una puntuació combinada de 262,397, que va quedar només 0,103 punts per sota de l'equip guanyador, el Comitè Olímpic de Rússia. També va guanyar medalles d'or a les competicions individuals masculines i de barres horitzontals amb puntuacions totals de 88,465 i 15,066, convertint-se en el gimnasta masculí més reeixit en aquests Jocs Olímpics amb tres medalles: dos ors (individuals) i una plata (equips). A causa de la seva jove edat amb només 19 anys, 11 mesos i 21 dies quan va guanyar la seva primera medalla d'or olímpica, Hashimoto també es va convertir en el segon més jove del Japó i un dels dos únics gimnastes masculins adolescents de la història que va aconseguir aquesta gesta després de Kenzō Shirai, que va guanyar l'or per equip sis dies més jove el 2016. Això també va suposar que Hashimoto es convertia en el gimnasta japonès més jove a guanyar l'or olímpic en les proves individuals masculines i a barres horitzontals A les finals de la prova individual masculina d'exercicis de terra i cavalls amb armes, Hashimoto ocuparia l'onzè i el novè lloc, idèntics rànquings als que va aconseguir als anterior campionats del món.
Del 18 al 24 d'octubre de 2021, al Campionats del Món a Kitakyushu, Japó, Hashimoto va ser el millor classificat en les proves individuals i de barra horitzontal masculina amb puntuacions de 88,040 i 14,633, però només va obtenir les medalles de plata en aquestes proves, amb puntuacions de 87.964 i 14.600 respectivament. Hu Xuwei i Zhang Boheng, tots dos de la Xina, van guanyar les medalles d'or en els respectius aparells esmentats anteriorment amb puntuacions de 87,981 i 15,166. Finalment, Hashimoto també va quedar quart a la final de barres paral·leles amb una puntuació de 15.000, i es va classificar per a les finals individuals masculines amb cavall amb arcs en quart lloc, i exercici de terra en cinquè lloc. No obstant això, es va retirar de les dues finals individuals masculines: el seu compatriota Kazuma Kaya va ocupar el seu lloc a cavall amb arcs i va acabar sisè, i a l'exercici de terra, el seu lloc va ser ocupat pel segon reserva Harutyun Merdinyan d'Armènia, que va acabar vuitè.

### 2022
Als campionats generals del Japó de 2022 a finals d'abril, Hashimoto va defensar amb èxit el seu títol, amb el primer lloc tant en la fase de qualificació com en la final. També va guanyar el Trofeu NHK, malgrat les múltiples caigudes al cavall amb arcs i la barra horitzontal. Al juny, Hashimoto va participar al campionats d'aparells de tot el Japó, competint a terra, cavall amb arcs, barres paral·leles i barra horitzontal. Abans s'havia classificat en anelles però es va retirar més tard. A l'exercici de terra, va guanyar el bronze, mentre que al cavall amb arcs i la barra horitzontal, va patir diverses caigudes i només va aconseguir el 7è i el 6è lloc respectivament. En barres paral·leles, va cometre errors a la qualificació i no va passar a la final.
Més tard, a finals d'agost, Hashimoto va aconseguir la puntuació més alta de l'any en l'exercici complet, obtenint 88,331 al Campionat d'estudiants de tot el Japó. També va guanyar ors i plata en tots els esdeveniments.
Hashimoto va ser seleccionat per representar al Japó al Campionat del món a Liverpool després de guanyar el Trofeu NHK. Malgrat una caiguda al cavall amb arcs a la qualificació, encara va arribar a les finals de l'exercici complet, terra i barra horitzontal. A la final de l'equip masculí, el Japó van cometre alguns errors greus i van acabar amb la plata, perdent el títol davant l'equip xinès. No obstant això, Hashimoto va aconseguir guanyar el campionat a l'exercici complet, revertint el resultat del 2021. També va ser subcampió en terra i barra horitzontal, amb només 0,033 i 0,100, respectivament, per darrere dels eventuals campions.
Hashimoto i els seus companys de la Universitat de Juntendo no van poder defensar el títol als Campionats d'equips del Japó, on va patir greus caigudes en les seves rutines de cavall amb arcs i barres paral·leles. així com el baix rendiment en terra, salt i barra horitzontal. La seva puntuació global va ser només de 81,364, la més baixa des de 2019.

### 2023
Hashimoto va començar la temporada 2023 amb 2 ors i una plata a la DTB Pokal Stuttgart, on va guanyar la Copa Mixta i les proves de barres horitzontals, alhora que va ser subcampió al Repte per equips masculins. Més tard, a l'abril, va defensar amb èxit la corona del Campionat general del Japó i es va convertir en el 10è gimnasta masculí a guanyar el títol 3 vegades. Al maig, també va guanyar el Trofeu NHK per tercer any consecutiu, malgrat les caigudes en cavall amb arcs i barra horitzontal, a més de tenir un rendiment inferior a la rutina de l'exercici de terra. Al Campionat d'aparells de tot el Japó al juny, Hashimoto va competir a terra, cavall amb arcs i barra horitzontal. Les seves puntuacions en anelles i barres paral·leles al Campionat general del Japó haurien estat suficients per classificar-se, però un canvi de regla de classificació només va permetre la classificació als 8 primers en l'exercici complet i els altres llocs es determinaven a la ronda de prova 3, en la qual no va participar. En cavall amb arcs, Hashimoto va ocupar l'11è lloc, mentre que en terra i barra horitzontal, va classificar-se directament a la final com a subcampió del Campionat del món, però es va retirar del terra i va caure de la barra hortizontal, acabant últim en la classificació.
A la Universiada d'estiu a l'agost, Hashimoto va oferir una de les millors actuacions de la seva carrera, obtenint 88,698 a la final per equips masculins i classificant-se per a les finals de terra, cavall amb arcs, barres paral·leles i barra horitzontal. No obstant això, alguns errors dels seus companys d'equip van arrossegar el Japó al 2n lloc. Durant la final de l'exercici complet, Hashimoto, que ocupava el primer lloc a la classificació, es va colpojar el cap en caure del cavall amb arcs i es va veure obligat a retirar-se de la resta de la competició. Unes dues setmanes després de l'incident, es va recuperar ràpidament per competir al Campionat d'estudiants de tot el Japó. Malgrat la caiguda de la barra horitzontal, va aconseguir guanyar els títols per equips i en l'exercici complet, a més de classificar-se primer en salt i paral·leles.
Hashimoto va participar al Campionat del Món amb un començament difícil. Els errors de les rutines del cavall amb arcs i de salt van fer que només quedés en tercer lloc en la classificació general, i no hauria pogut avançar a la final per la limitació de dos per país, ja que els 2 primeres classificacions eren els seus companys d'equip. No obstant això, Kazuma Kaya li va cedir el seu lloc. A la final per equips masculins, Hashimoto, juntament amb Kenta Chiba, Kazuma Kaya, Kazuki Minami i Kaito Sugimoto van guanyar l'or per al Japó per 1a vegada des del 2015. Més tard va defensar la seva corona del món a l'exercici complet i va guanyar la seva primera medalla d'or al campionat del món en barra horitzontal, amb una de les millors rutines de la seva carrera. Amb aquests resultats, Hashimoto es classifica ara entre els gimnastes masculins com a 2n més medalles d'or i 3r amb medalles en total als Campionats del Món.

### 2024
Hashimoto va formar part de l'equip que va representar el Japó als Jocs Olímpics de 2024 a París, juntament amb Tanigawa Wataru, Oka Shinnosuke, Kaya Kazuma i Sugino Takaaki. L'equip va guanyar l'exercici complet per equips el 29 de juliol superant la Xina.

## Història competitiva
| Any  | Esdeveniment                                              | Equip | ECI    | FX     | PH     | SR    | VT  | PB     | HB     |
| ---- | --------------------------------------------------------- | ----- | ------ | ------ | ------ | ----- | --- | ------ | ------ |
| 2019 | Valeri Liukin Elit internacional                          | 1     | 1      | 5      | 1      | 4     | 1   | 4      | 1      |
| 2019 | Torneig Nacional de Selecció de Gimnàstica de Batxillerat |       | 2      |        |        |       |     |        |        |
| 2019 | Campionat de gimnàstica artística del Japó                |       |        |        | 3      |       |     |        |        |
| 2019 | Festival Nacional Esportiu Japonés d'Instituts            | 1     | 2      | 25     | 1      | 7     | 1   | 4      | 2      |
| 2019 | Campionat Japonès Júnior                                  | 1     | 1      | 1      | 1      |       | 1   | 2      | 2      |
| 2019 | Campionats del Món                                        | 3     |        | 11     | 9      |       |     |        | 4      |
| 2019 | Súper final del Japó All Around                           |       | 1      |        |        |       |     |        |        |
| 2020 | Campionat Universitari Japonès                            | 1     | 1      | 5      | 1      |       | 1   | 8      | 3      |
| 2021 | Campionat de gimnàstica artística del Japó                |       | 1      |        |        |       |     |        | 1      |
| 2021 | Copa NHK                                                  |       | 1      |        |        |       |     |        |        |
| 2021 | Jocs Olímpics                                             | 2     | 1      | 11     | 9      |       |     | 10     | 1      |
| 2021 | Copa NHK de gimnàstica                                    | 1     | 1      | 4      | 2      | 3     |     | 2      | 1      |
| 2021 | Campionat del Món                                         | N/D   | 2      | Q, WD  | Q, WD  |       |     | 4      | 2      |
| 2022 | Campionat de gimnàstica artística del Japó                | 4     | 1      | 3      | 7      | Q, wd | N/D | 20     | 6      |
| 2022 | NHK Trophy                                                | N/D   | 1      | N/D    | N/D    | N/D   | N/D | N/D    | N/D    |
| 2022 | All-Japan Student Championships                           | 1     | 1      | 1      | 1      | 2     | 2   | 1      | 1      |
| 2022 | Campionat del Món                                         | 2     | 1      | 2      | 109    | 11    | N/D | 16     | 2      |
| 2023 | DTB Pokal Team Challenge                                  | 2     | N/D    | N/D    | 1, ret | 8     | N/D | 56     | 1      |
| 2023 | DTB Pokal Mixed Cup                                       | 1     | N/D    | N/D    | N/D    | N/D   | N/D | N/D    | N/D    |
| 2023 | Campionat de gimnàstica artística del Japó                |       | 1      | Q, ret | 11     | N/D   | N/D | N/D    | 8      |
| 2023 | NHK Trophy                                                | N/D   | 1      | N/D    | N/D    | N/D   | N/D | N/D    | N/D    |
| 2023 | World University Games                                    | 2     | 1, ret | 2, ret | 1, ret | 12    | N/D | 5, ret | 1, ret |
| 2023 | All-Japan Student Championships                           | 1     | 1      | 5      | 2      | 2     | 1   | 1      | 15     |
| 2023 | Campionat del Món                                         | 1     | 1      | 7      | 50     | 28    | N/D | 13     | 1      |

## Resultats detallats

### Codi de Punts 2017-2021
| Any  | Esdeveniment                                   | Fase                  | Data                 | Concurs complet | Terra  | Cavall amb arcs | Anelles | Salt   | Barres paral·leles | Barra fixa |
| ---- | ---------------------------------------------- | --------------------- | -------------------- | --------------- | ------ | --------------- | ------- | ------ | ------------------ | ---------- |
| 2019 | Valeri Liukin International Elite              |                       | 02 febrer            | 86.000          | 14.000 | 14.750          | 14.250  | 14.850 | 13.850             | 14.300     |
| 2019 | Torneig Nacional Universitari de Selecció      |                       | 24 març              | 83.750          | 14.100 | 14.450          | 13.250  | 14.900 | 14.100             | 12.950     |
| 2019 | Campionat complet All Japan                    | Qualificació          | 26 abril             | 83.931          | 13.766 | 14.166          | 13.166  | 14.600 | 14.133             | 14.100     |
| 2019 | Campionat complet All Japan                    | AA Final              | 28 abril             | 84.031          | 13.800 | 14.300          | 12.966  | 14.566 | 14.166             | 14.233     |
| 2019 | Campionat Copa NHK                             |                       | 19 maig              | 83.497          | 14.033 | 14.366          | 12.933  | 14.866 | 13.033             | 14.266     |
| 2019 | Campionat individual per aparells All Japan    | Qualificació          | 22 juny              |                 | 14.266 | 14.500          |         | 15.000 |                    | 13.966     |
| 2019 | Campionat individual per aparells All Japan    | Finals                | 23 juny              |                 | 13.833 | 14.400          |         |        |                    |            |
| 2019 | Festival Universatari del Japó                 | Qualificació          | 30 juliol - 02 agost | 84.400          | 13.650 | 13.550          | 13.650  | 14.950 | 14.550             | 14.050     |
| 2019 | Festival Universatari del Japó                 | AA Final              | 30 juliol - 02 agost | 84.850          | 13.250 | 14.750          | 13.650  | 14.800 | 14.400             | 14.000     |
| 2019 | Campionat All Japan Júnior                     |                       | 17 agost             | 84.450          | 14.300 | 14.500          | 12.500  | 14.800 | 14.300             | 14.000     |
| 2019 | Festival Nacional del Japó                     | Qualificació          | 13 setembre          |                 | 14.550 | 13.500          |         | 14.800 | 14.100             | 14.550     |
| 2019 | Festival Nacional del Japó                     | Final per equips      | 15 setembre          | 85.750          | 14.200 | 14.500          | 13.650  | 14.900 | 14.250             | 14.250     |
| 2019 | Campionat del Món                              | Qualificació          | 07 octubre           |                 | 14.433 | 14.883          |         | 14.766 |                    | 14.366     |
| 2019 | Campionat del Món                              | Final per equips      | 09 octubre           |                 | 13.533 | 14.466          |         | 14.900 |                    | 14.066     |
| 2019 | Campionat del Món                              | Finals per aparells   | 12 - 13 octubre      |                 |        | 13.333          |         |        |                    | 14.233     |
| 2019 | Super Final Japó Concurs complet               |                       | 08 novembre          | 86.031          | 14.566 | 14.733          | 13.433  | 14.366 | 14.100             | 14.833     |
| 2019 | Campionat All Japan per equips                 |                       | 09 - 10 novembre     |                 | 14.433 | 14.600          |         | 14.933 | 14.066             | 13.566     |
| 2019 | Toyota International                           |                       | 14 - 15 decembre     |                 | 14.066 | 15.033          |         | 13.366 |                    | 14.133     |
| 2019 | Toyota International                           | 13.666                | 14 - 15 decembre     |                 | 14.066 | 15.033          |         |        |                    | 14.133     |
| 2020 | Copa Americana 2020                            |                       | 07 març              | 82.757          | 13.666 | 13.400          | 13.900  | 13.500 | 14.066             | 14.225     |
| 2020 | Campionat Universitari All Japan               |                       | 19 - 23 octubre      | 87.450          | 14.600 | 15.250          | 13.850  | 15.150 | 14.100             | 14.500     |
| 2020 | Campionat All-Japan                            | Qualificació          | 11 desembre          | 85.032          | 14.600 | 12.666          | 14.033  | 14.900 | 14.033             | 14.800     |
| 2020 | Campionat All-Japan                            | Final concurs complet | 13 desembre          | 86.432          | 14.700 | 13.900          | 13.933  | 14.900 | 14.366             | 14.633     |
| 2021 | Campionat All Japan Concurs Complet Individual | Qualificació          | 16 abril             | 84.833          | 14.800 | 12.700          | 12.900  | 15.233 | 14.700             | 14.500     |
| 2021 | Campionat All Japan Concurs Complet Individual | Final concurs complet | 18 abril             | 88.532          | 15.000 | 14.466          | 13.900  | 15.000 | 15.166             | 15.000     |
| 2021 | Campionat Copa NHK                             |                       | 16 maig              | 86.165          | 14.300 | 14.733          | 13.833  | 15.133 | 14.100             | 14.066     |
| 2021 | Campionat individual per aparells All Japan    | Qualificació          | 05 juny              |                 | 14.466 | 13.633          |         |        |                    | 14.766     |
| 2021 | Campionat individual per aparells All Japan    | Event Finals          | 06 juny              |                 |        |                 |         |        |                    | 15.133     |
| 2021 | Jocs Olímpics                                  | Qualificació          | 24 juliol            | 88.531          | 14.700 | 14.766          | 13.866  | 14.866 | 15.300             | 15.033     |
| 2021 | Jocs Olímpics                                  | Final per equips      | 26 juliol            |                 | 14.600 | 14.800          | 13.833  | 14.833 |                    | 15.100     |
| 2021 | Jocs Olímpics                                  | Final concurs complet | 28 juliol            | 88.465          | 14.833 | 15.166          | 13.533  | 14.700 | 15.300             | 14.933     |
| 2021 | Jocs Olímpics                                  | Finals per aparells   | 03 agost             |                 |        |                 |         |        |                    | 15.066     |
| 2021 | Campionat Universitari All Japan               |                       | 01 - 04 setembre     | 86.497          | 14.266 | 14.933          | 14.233  | 13.466 | 14.466             | 15.133     |
| 2021 | Campionat del Món                              | Qualificació          | 20 octubre           | 88.040          | 14.733 | 15.075          | 13.333  | 15.066 | 15.200             | 14.633     |
| 2021 | Campionat del Món                              | Final concurs complet | 22 octubre           | 87.964          | 14.833 | 14.166          | 13.966  | 14.800 | 15.066             | 15.133     |
| 2021 | Campionat del Món                              | Finals per aparells   | 24 octubre           |                 |        |                 |         |        | 15.000             | 15.066     |

### Codi de Punts 2022-2024
| Any  | Esdeveniment                                | Fase                        | Data           | Concurs complet | Terra  | Cavall amb arcs | Anelles | Salt   | Barres paral·leles | Barra fixa |
| ---- | ------------------------------------------- | --------------------------- | -------------- | --------------- | ------ | --------------- | ------- | ------ | ------------------ | ---------- |
| 2022 | Campionat exercici complet All-Japan        | Qualificació                | 22 abril       | 85.864          | 14.733 | 14.466          | 14.166  | 14.700 | 13.266             | 14.533     |
| 2022 | Campionat exercici complet All-Japan        | Final exercici complet      | 24 abril       | 87.797          | 14.366 | 14.166          | 14.133  | 14.966 | 14.733             | 15.433     |
| 2022 | NHK Trophy                                  |                             | 15 maig        | 83.532          | 13.933 | 13.200          | 14.133  | 14.900 | 14.766             | 12.600     |
| 2022 | Campionat d'aparells de Tot el Japó         | Qualificació                | 18 juny        |                 | 14.600 | 14.033          |         | 14.000 | 13.100             |            |
| 2022 | Campionat d'aparells de Tot el Japó         | Final d'aparells            | 19 juny        |                 | 14.700 | 13.300          |         |        |                    | 13.300     |
| 2022 | Campionat d'estudiants de Tot el Japó       |                             | 19–22 agost    | 88.331          | 14.566 | 14.666          | 14.433  | 14.933 | 14.733             | 15.000     |
| 2022 | Campionat del Món                           | Qualificació                | 30 octubre     | 84.665          | 14.466 | 11.666          | 14.000  | 14.700 | 14.733             | 15.100     |
| 2022 | Campionat del Món                           | Final per equips            | 2 novembre     |                 | 14.500 | 14.433          | 13.866  | 13.866 |                    | 13.133     |
| 2022 | Campionat del Món                           | Final exercici complet      | 4 novembre     | 87.198          | 14.666 | 14.333          | 13.866  | 14.900 | 15.000             | 14.433     |
| 2022 | Campionat del Món                           | Finals d'aparells           | 5 - 6 novembre |                 | 14.500 |                 |         |        |                    | 14.700     |
| 2022 | Campionat per equips Tot el Japó            |                             | 11 desembre    | 81.364          | 13.866 | 11.600          | 14.133  | 14.266 | 12.866             | 14.633     |
| 2023 | DTB Pokal Mixed Cup                         | Team/QF                     | 17 març        |                 |        | 14.600          | 14.100  |        | 4.300              | 14.700     |
| 2023 | DTB Pokal Mixed Cup                         | Finals d'aparells           | 18 març        |                 |        |                 |         |        |                    | 14.500     |
| 2023 | DTB Pokal Team Challenge                    |                             | 19 març        |                 |        | 14.300          |         |        |                    | 14.900     |
| 2023 | Campionat de l'exercici complet Tot el Japó | Qualification               | 21 April       | 86.065          | 14.000 | 14.633          | 13.800  | 14.533 | 14.366             | 14.733     |
| 2023 | Campionat de l'exercici complet Tot el Japó | Final de l'exercici complet | 23 abril       | 85.432          | 13.966 | 14.400          | 13.800  | 14.200 | 14.766             | 14.300     |
| 2023 | NHK Trophy                                  |                             | 21 maig        | 84.098          | 13.966 | 13.066          | 14.133  | 14.833 | 14.900             | 13.200     |
| 2023 | Campionat d'aparells de Tot el Japó         | Qualificació                | 9 juny         |                 |        | 14.300          |         |        |                    |            |
| 2023 | Campionat d'aparells de Tot el Japó         | Finals d'aparells           | 10 juny        |                 |        |                 |         |        |                    | 12.300     |
| 2023 | Universiade d'estiu                         | Final per equips            | 2 agost        | 88.698          | 14.700 | 15.033          | 14.333  | 14.766 | 14.600             | 15.266     |
| 2023 | Universiade d'estiu                         | AA Final                    | 4 agost        |                 | 12.233 | 12.966          |         |        |                    |            |
| 2023 | Campionat d'estudiants de Tot el Japó       |                             | 22 agost       | 86.397          | 14.233 | 14.800          | 14.166  | 15.166 | 14.766             | 13.266     |
| 2023 | Campionat del Món                           | Qualificació                | 30 September   | 85.432          | 14.500 | 13.266          | 13.700  | 14.366 | 14.600             | 15.000     |
| 2023 | Campionat del Món                           | Final per equips            | 3 octubre      |                 | 14.300 | 14.266          |         | 14.900 | 14.866             | 14.366     |
| 2023 | Campionat del Món                           | Exercici complet            | 5 octubre      | 86.132          | 13.466 | 14.366          | 14.000  | 15.000 | 14.800             | 14.500     |
| 2023 | Campionat del Món                           | Finals d'aparells           | 7 - 8 octubre  |                 | 14.233 |                 |         |        |                    | 15.233     |